# COM LAG (2plus2isfive)
COM LAG (2plus2isfive) — шестой мини-альбом английской альтернативной рок-группы Radiohead, выпущенный в марте 2004 года в Японии и Австралии. Альбом является сборником и содержит би-сайды многих синглов, выпущенных в поддержку альбома 2003 года Hail to the Thief, а также ремиксы, выполненные Кристианом Фогелем и Four Tet.

## Об альбоме
Вначале альбом был выпущен в Японии и Австралии (24 марта 2004 года), затем, 13 апреля 2004 года, — в Канаде и, наконец, в Великобритании (16 апреля 2007 года) и США (8 мая 2007 года). В некоторых регионах альбом выпущен с использованием системы защиты от копирования Copy Control.
В первоначальном японском тираже EP была допущена техническая ошибка на седьмом треке, «Skttrbrain», из-за которой в левом канале звука четыре раза на протяжении песни были слышны громкие помехи. Релиз был изъят компанией Toshiba EMI, и в последующих релизах ошибка была устранена.

## Обложка
В выноске на обложке написано: «はい、チーズ。» («Hai, chīzu.») — фраза, аналогичная английской «say cheese». На задней стороне обложки приведена цитата, принадлежащая шпиону Джону Саймондсу:

Я объездил весь мир. Я останавливался в лучших отелях, посещал лучшие пляжи и имел доступ к красивым женщинам, шампанскому и икре. Нет, я не сожалею ни о единой минуте моей жизни.
Оригинальный текст (англ.)I travelled all over the world. I stayed in the best hotels, visited the best beaches and I had access to beautiful women, champagne and caviar. No, I don't regret a minute of it.

## Список композиций
Вся музыка написана Radiohead.
| №   | Название                                            | Длительность |
| --- | --------------------------------------------------- | ------------ |
| 1.  | «2 + 2 = 5» (live at Earls Court, London, 26/11/03) | 3:34         |
| 2.  | «Remyxomatosis» (Cristian Vogel RMX)                | 5:08         |
| 3.  | «I Will» (Los Angeles version)                      | 2:13         |
| 4.  | «Paperbag Writer»                                   | 3:58         |
| 5.  | «I Am a Wicked Child»                               | 3:05         |
| 6.  | «I Am Citizen Insane»                               | 3:32         |
| 7.  | «Skttrbrain» (Four Tet RMX)                         | 4:26         |
| 8.  | «Gagging Order»                                     | 3:35         |
| 9.  | «Fog (Again)» (live)                                | 2:19         |
| 10. | «Where Bluebirds Fly»                               | 4:23         |

## Участники записи
- Radiohead — продюсер
- Найджел Годрич — продюсер, звукорежиссёр
- Грэм Стьюарт — звукорежиссёр
- Даррелл Торп — звукорежиссёр
- Стенли Донвуд — дизайн
- Кристиан Фогель — ремикс
- Four Tet — ремикс